# TV Serra Dourada
TV Serra Dourada é uma emissora de televisão brasileira sediada em Goiânia, capital do estado de Goiás. Opera no canal 9 (20 UHF digital) e é afiliada ao SBT. Pertence à Serra Dourada Comunicações, e gera sua programação para cerca de 90% do estado. Seus estúdios estão localizados no Edifício Castorina Bittencourt Alves, no Jardim Goiás, enquanto sua antena de transmissão está no Morro do Mendanha, no bairro Jardim Petrópolis.

## História

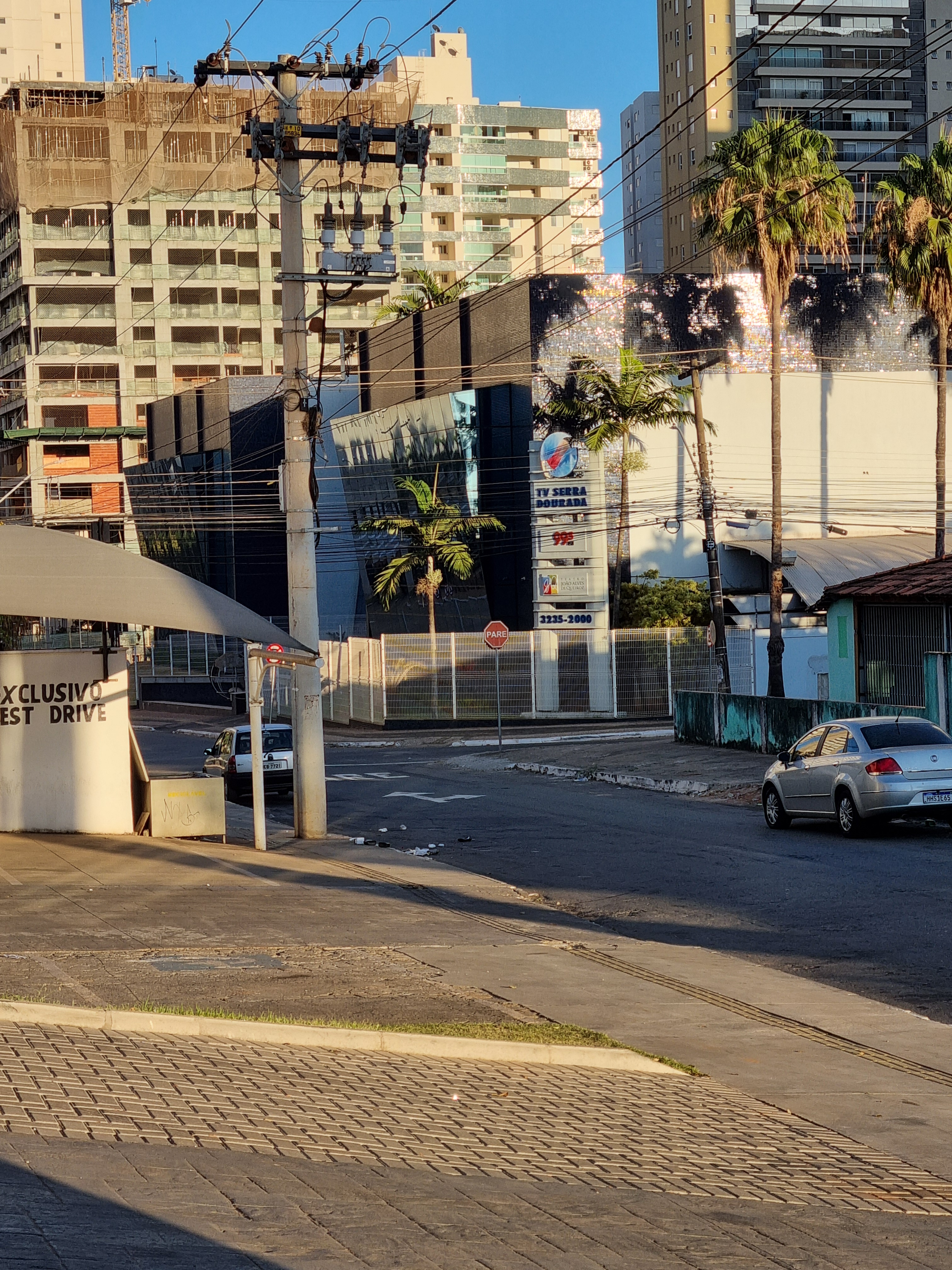
Sede da emissora, no Jardim Goiás.

A concessão do canal 9 VHF de Goiânia foi outorgada pelo presidente João Figueiredo em 12 de março de 1985, a uma sociedade liderada pelo senador goiano Benedito Vicente Ferreira. No entanto, foi repassada ao empresário José Alves Filho, dono da rede varejista Alô Brasil e da indústria de alimentos Arisco, que foi o responsável por implantar a emissora. A TV Serra Dourada foi inaugurada em 14 de maio de 1989, e desde o seu início, é afiliada ao SBT, que havia expulsado a então TV Goyá da sua rede de emissoras no ano anterior. Sua programação inaugural continha os telejornais Informativo Serra Dourada e TJ Goiás, versão local do TJ Brasil.
O principal programa da emissora é o Jornal do Meio Dia, criado em 30 de setembro de 1991 por Cassim Zaidem. Até hoje no ar, é um telejornal comunitário, com a duração de 1 hora e 25 minutos, onde mescla notícias, comentários, música e trabalho social. Em 1994, devido aos problemas financeiros do grupo Alô Brasil, a TV Serra Dourada foi vendida para o empresário João Alves de Queiroz Filho, proprietário de indústrias como a Arisco e a Assolan, passando a compor o grupo empresarial homônimo.
A primeira sede da TV Serra Dourada, na rua Pouso Alto, em Campinas, sofreu um incêndio em 1999, e com a criação da rádio Serra Dourada FM (hoje 99,5 FM) era necessário ampliar a sede, o que não era possível nas antigas instalações. A nova sede, o Edifício Castorina Bittencourt Alves, foi construído no Jardim Goiás e inaugurado em 2002, contando com dois estúdios de TV, rádio, além do Teatro João Alves de Queiroz.

## Sinal digital
| Canal virtual | Canal digital | Resolução de tela | Programação                                     |
| ------------- | ------------- | ----------------- | ----------------------------------------------- |
| 9.1           | 20 UHF        | 1080i             | Programação principal da TV Serra Dourada / SBT |

No dia 15 de fevereiro de 2011 durante a exibição do Jornal do Meio Dia, a TV Serra Dourada iniciou a transmissão do seu sinal digital para Goiânia e região metropolitana.
Transição para o sinal digital
Com base no decreto federal de transição das emissoras de TV brasileiras do sinal analógico para o digital, a TV Serra Dourada, bem como as outras emissoras de Goiânia, cessou suas transmissões pelo canal 9 VHF em 21 de junho de 2017, seguindo o cronograma oficial da ANATEL.

## Controvérsias

### Sequestro de Wellington Camargo
Na madrugada do dia 13 de março de 1999, a orelha de Wellington Camargo, irmão da dupla sertaneja Zezé Di Camargo & Luciano, foi colocada nos jardins da emissora, na época de seu sequestro. O ato foi uma resposta dos sequestradores às constantes indagações da família sobre se Wellington estaria ainda vivo ou não.

### Jornadas de Junho
Durante as ondas de manifestações no Brasil, no dia 24 de junho de 2013 os carros de reportagem da emissora, da TV Anhanguera Goiânia e do jornal O Popular, foram destruídos em frente à sede da Prefeitura de Goiânia. A sede da TV Serra Dourada também foi alvo dos vândalos, que apedrejaram a fachada do edifício.

### Agressão ao jornalista Maycon Leão
Em 15 de março de 2021, o repórter Maycon Leão e o seu cinegrafista foram agredidos por um manifestante enquanto realizavam uma reportagem ao vivo para o Jornal do Meio-Dia, sobre um protesto que estava bloqueando o tráfego na rodovia BR-153, contra o decreto estadual de fechamento de atividades comerciais para tentar conter o avanço do número de casos de COVID-19.